# Razdólnoye (Kushchóvskaya, Krasnodar)
Razdólnoye (del ruso: Раздольное) es un seló del raión de Kushchóvskaya del krai de Krasnodar, en Rusia. Está situado en las llanuras de Kubán-Priazov, en la cabecera de un arroyo tributario por la izquierda del Elbuzd, afluente del Kagalnik, 18 km al norte de Kushchóvskaya y 193 km al nordeste de Krasnodar, la capital del krai. Tenía 1 081 habitantes en 2010
Es cabeza del municipio Razdólnenskoye, al que pertenecen asimismo Poltavski, Alekséyevskoye, Aleksándrovka, Vódnaya Balka, Goslesolitomnik, Zeliónaya Roshcha, Ivano-Sliusarióvskoye, Obiezdnaya Balka y Semiónovka.

## Historia
Fue fundado la década de 1880 por campesinos alemanes originarios de Rybendorfskaya, en el uyezd de Ostrogozh de la gubernia de Vorónezh. Es denominado inicialmente Mariental en homenaje a María Aleksándrovna.

## Transporte
Por la localidad pasa la carretera federal M4 Don Moscú-Novorosíisk.